# 烟台补血草
烟台补血草（学名：Limonium franchetii）为白花丹科补血草属下的一个种。

## 扩展阅读
- 維基物種上的相關：烟台补血草